# Illéla
Pour les articles homonymes, voir Illéla (homonymie).
Illéla est une localité et commune urbaine, chef-lieu du département d'Illéla, dans la région de Tahoua, au sud du Niger.

## Géographie

### Administration
Illéla est une commune urbaine du département d'Illéla, dans la région de Tahoua au Niger.

C'est le chef-lieu de ce département.

### Situation
Illéla est située sur la route nationale RN 15 (axe Badaguichiri-Bagaroua) à 60 km au sud de Tahoua, et 464 km à l'est-sud-est de Niamey, par Goumbi Kano.
| Bambèye  | Bambèye       |              |
| Bagaroua | Illéla        | Badaguichiri |
| Alléla   | Birni N'Konni | Tajaé        |

## Histoire
La localité d'Illéla est fondée par les Touaregs au XVIIIe siècle. Au début du XIXe siècle, la cité devient la capitale de la province d'Ader du Sultanat d'Agadez en remplacement de Birni Ader. Illéla siège de subdivision, lors de l'indépendance du Niger, devient arrondissement en 1964, puis est érigé en chef-lieu de département en 1998.

## Population
La population de la commune urbaine était estimée à 126 920 habitants en 2011
,. La population urbaine d'Illéla est relevée lors des recensements, elle compte 22 491 habitants en 2012, ce qui représente 15,8 % de la population communale.

## Services et infrastructures

### Enseignement
- Collége d’Enseignement Général Franco-Arabe (CEG FA) à Illéla,
- Collège d'enseignement général (CEG) à Dangona, Toullou,
- Collège d'enseignement secondaire (CES) à Illéla,
- Collége d’enseignement technique (CET) d’Iléla,
- Centre de formation aux métiers d’Illéla (CFM) à Illéla.